# Edward Wightman
Edward Wightman, né le 20 décembre 1566 et mort le 11 avril 1612, est un ministre anabaptiste radical anglais, exécuté à Lichfield pour hérésie ; il est la dernière personne à être brûlée vive en Angleterre pour un tel crime.

## Biographie
Edward Wightman est né en 1566,,, et est peut-être baptisé en 1580 si l'on considère qu'il est le fils de John Wightman. Son origine reste indéterminée bien qu'un rapport de son procès indique qu'il provienne de la paroisse de Wykin et d'une famille de drapier de Burton upon Trent.
Il fréquente la Burton Grammar School et se lance dans l'entreprise de confection de vêtements de la famille de sa mère. Finalement, il poursuit son apprentissage pour devenir drapier en laine dans la ville de Shrewsbury. Il épouse Frances Darbye de Hinckley en 1593 et s'installe à Burton upon Trent. Outre son activité de commerçant à Burton, il devient également ministre de l'église anabaptiste locale.

### Cas de Thomas Darling
Wightman s'implique au sein des mouvements puritains et, en 1596, est choisi comme l'un des dirigeants chargés de l'enquête sur la possession démoniaque de Thomas Darling, 13 ans,. Cela suggère qu'au milieu des années 1590, Wightman est une personnalité publique importante et très respectée, prenant part au mouvement nouvellement formé qui commence à exercer une influence sur la société et la politique de Burton. Son implication dans l'affaire Darling constitue un tournant dans sa vie, le rendant entièrement ouvert à la possibilité d'une intervention spirituelle sans médiation. Darling prétend non seulement être possédé par le diable, mais qu'il est également engagé dans une série de « guerres spirituelles » dans lesquelles des voix démoniaques et angéliques émanent de lui :
« Comme je sais à présent avec certitude que j'ai l'esprit de Dieu en moi, je crois avec la même certitude que dans mes dialogues avec Satan, lorsque je [citais] divers passages de l'Écriture, pour résister aux tentations il m'a agressé avec : J'avais l'esprit de Dieu en moi, et par cet esprit j'ai résisté à Satan à ces moments-là, en [citant] les écritures pour le confondre. »

### Persécution religieuse
L'adoption de l'hérésie par Wightman débute avec sa compréhension et son adoption du sommeil de l'âme de Martin Luther. Dans l'un de ses premiers messages publics, il prêche que « l'âme de l'homme meurt avec le corps et ne participe ni aux joies du Ciel ni aux douleurs de l'Enfer, jusqu'au Jour général du Jugement, mais se repose avec le corps jusque-là »,.
Entre 1603/4 et 1610/11, il devient plus actif. Selon les archives judiciaires, il est un écrivain prolifique, même si aucun de ses écrits n'est retrouvé à ce jour. Il est signalé aux autorités ecclésiastiques locales et un mandat d'arrêt est émis contre lui. L'ordre ordonnait aux agents de Burton de l'amener immédiatement devant l'évêque de Lichfield Richard Neile (ou Neale) pour interrogatoire.

### Condamné par le roi JacquesIer
Wightman entreprend de rassembler un recueil de sa théologie pour sa prochaine audience et sa défense. Pensant peut-être qu'il aurait au moins le temps de plaider sa cause, il en remet des copies aux membres du clergé dans le but de renforcer leur soutien. Enfin, peut-être en dernier recours, il en remet une copie au roi Jacques Ier. La commission du roi confirme l'existence de l'ouvrage, mais aucun feuillet ne survit.
Jacques Ier accède au trône d'Angleterre en 1603, « s'estimant être un juge compétent en matière religieuse et disposé à prendre au sérieux son titre de « Défenseur de la foi » ». Depuis 1607, il s'engage dans une bataille manuscrite avec les apologistes catholiques au sujet du serment d'allégeance, à la fois personnellement et en encourageant d'autres à écrire pour sa défense. L'un des éléments centraux de la cause du roi est la préservation de son orthodoxie catholique à travers son adhésion aux trois grandes croyances de l'Église, celle des Apôtres, celle de Nicée et celle d'Athanase,.
Wightman est pleinement conscient de la position résolument orthodoxe du roi, mais il entreprend de combattre à la fois son État et son Église. Parmi les quelques fragments de son traité de défense qui survivent, il fait référence à la doctrine et aux « hérésies des Nicolaïtes ;... surtout haï et abhorré de Dieu lui-même. ... la foi commune reçue contenue dans ces trois inventions de l'homme, communément appelées les Trois Credo ... le Credo [des Apôtres], Nicée et Athanase, dont la foi au cours de ces 1600 années passées a prévalu dans le monde ».
Wightman s'isole de tous les groupes orthodoxes, remettant en question de nombreux principes de croyance orthodoxe, arguant que « le baptême des enfants est une coutume abominable  ... la pratique des sacrements tels qu'ils sont maintenant utilisés dans l'Église d'Angleterre est selon le Christ son institution ... [et affirmant que] seul le sacrement du baptême [doit] être administré dans l'eau aux convertis d'un âge de compréhension suffisant convertis de l'infidélité à la foi ».
Cependant, ce qui sonne le glas de sa vie, c'est son rejet public du Trinitarisme. C’est probablement sur ces points qu’il rejette avec tant de véhémence les formules du Symbole de Nicée de 325 et du Symbole d’Athanase de 381. Il affirme que la doctrine de la Trinité est une fabrication totale, affirmant que le Christ est seulement un homme « et une simple créature et non à la fois Dieu et l'homme en une seule personne... [Bien que cela ne signifiait pas que le Christ est un homme comme tous les autres ». d'autres mais] seulement un homme parfait et sans péché ». Le roi Jacques est désormais plus déterminé que jamais à obtenir l'exécution de Wightman, car dans les années qui suivent, il lance une double campagne contre l'hérésie dans son pays et à l'étranger.

### Résumé des accusations portées par la Commission
L'interrogatoire et l'audition d'Edward Wightman comportent 16 chefs d'accusation  :
1. Qu'il n'y a pas de Trinité ;
2. Que Jésus-Christ n'est pas Dieu, Dieu parfait et de même substance, éternité et majesté que le Père en ce qui concerne sa Tête divine ;
3. Que Jésus-Christ n'est qu'un homme et une simple créature et non à la fois Dieu et l'homme en une seule personne ;
4. Que Christ ne s'est jamais incarné et n'a pas accompli la promesse selon laquelle la postérité de la femme briserait la tête du serpent ;
5. La personne du Saint-Esprit n’est pas Dieu, co-égal, co-éternel et co-essentiel au Père et au Fils ;
6. Que les trois croyances de l'Église apostolique sont les hérésies des Nicolaïtes ;
7. Que lui, Edward Wightman, est le prophète dont il est question dans Deutéronome 18 dans les mots « Je leur susciterai un prophète » et dans Isaïe « Moi seul j'ai foulé le pressoir » et à cet endroit « Dont l'éventail est dans sa main » ;
8. Qu'il est le Saint-Esprit, le Consolateur dont parle Jean 16 ;
9. Que les paroles de Jésus sur le péché de blasphème contre le Saint-Esprit se réfèrent à lui ;
10. Que le quatrième de Malachie fait référence à sa personne (la prophétie d'Elie) ;
11. Que l'âme et le corps dorment et que ce sommeil est la première mort, et que l'âme et le corps de Jésus ont aussi dormi dans le sommeil de la mort ;
12. Que les âmes des élus défunts (c'est-à-dire morts) ne sont pas au ciel ;
13. Que le baptême des enfants est une coutume abominable ;
14. Que la pratique de l'Église d'Angleterre en référence au Repas du Seigneur et au baptême est incorrecte et que le baptême d'eau ne devrait être administré qu'à ceux qui ont un âge et une compréhension suffisants ;
15. Que Dieu l'a ordonné et envoyé, Edward Wightman, pour faire sa part dans l'œuvre du salut du monde (pour avertir l'hérésie des Nicolaïtes) ; en comparaison avec le Christ qui est envoyé pour sauver le monde et par sa mort pour le délivrer du péché et le réconcilier avec Dieu ;
16. Ce christianisme n’est pas entièrement professé et prêché dans l’Église d’Angleterre, mais seulement en partie.

### Procès et exécution
Le déroulement de son procès pour hérésie, en novembre 1611, est précédé par plus de six mois d'emprisonnement durant lesquels il subit cinq interrogatoires le 18 avril, le 6 mai, le 9 septembre et les 8 et 29 octobre. 
Après avoir été soumis pendant des mois à une série de conférences avec des « savants théologiens », Wightman fut finalement amené devant Richard Neile pour la dernière fois. Selon Wightman, l'évêque lui dit « qu'à moins que je ne renie mes opinions, il me brûlerait sur un bûcher à Burton avant la Toussaint ». Le verdict final et la liste des accusations incluent les hérésies d'Ebion, Cérinthe, Valentinien, Arius, Macédonius, Simon le Magus, Manichéens, Photinus, et des Anabaptistes.
Il est ordonné de le placer « dans un lieu public et ouvert en contrebas de la ville susmentionnée [et] devant les gens brûlés en détestation dudit crime et pour l'exemple manifeste des autres chrétiens afin qu'ils ne tombent pas dans le même crime ».

Lorsqu'il est finalement amené au bûcher, il se serait une première fois rétracté et on l'aurait retiré du feu malgré d'importantes brûlures. Après avoir lu une déclaration abjurant ses opinions, il est libéré et renvoyé en prison. Ses ravisseurs lui demandent une rétractation écrite formelle et il finit par la refuser au terme de trois semaines. Il est de nouveau traduit devant la justice et, ne craignant plus les flammes brûlantes, il refuse et « blasphéma avec plus d'audace qu'auparavant ». Le roi ordonne rapidement son exécution définitive et, le 11 avril 1612, il est de nouveau conduit au bûcher.
« [Wightman] est porté de nouveau sur le bûcher où, en sentant à nouveau la chaleur du feu, il aurait rétracté, mais malgré tous ses cris, le shérif lui a dit qu'il ne devrait pas lui coûter plus cher et a ordonné de lui mettre des fagots d'où il a rugi, il est brûlé en cendres ».

## Conséquences

### Sur les luttes hérétiques
Dans les mois qui suivent l'exécution de Wightman, un certain nombre de radicaux religieux faillirent connaître le même sort.

Jacques Ier semble avoir perdu confiance dans cette méthode pour décourager l'hérésie (ses actions doivent plus à un dégel dans son attitude privée envers les catholiques romains qu'à des sentiments sur l'inconvenance ou l'inopportunité de brûler les hérétiques ) et voyant que l'hérésie survit encore., « préférait publiquement que les hérétiques désormais, bien que condamnés, se dépérissent en silence et en privé dans la prison plutôt que de les honorer et d'amuser les autres avec la solennité d'une exécution publique ».
Le 2 mai 1648, une nouvelle « Ordonnance pour la punition des blasphèmes et des hérésies » est créée, « principalement celles du Dieu trinitaire, de la résurrection, du jugement dernier et du fait que la Bible est la Parole de Dieu… la rechute est être puni comme crime de mort sans le bénéfice du clergé ». L'opposition des indépendants et des sectaires signifie cependant que l'ordonnance n'est jamais appliquée,. Ce n'est qu'avec l'adoption de la loi de 1677 sur la juridiction ecclésiastique interdisant de brûler les hérétiques, que la position de Wightman dans l'histoire en tant que dernière personne en Angleterre à être brûlée vive pour hérésie est assurée.
Son cas est mentionné près de 100 ans plus tard par une poignée d'écrivains à la suite de la loi sur la tolérance de 1688,,. 

### Postérité
Edward Wightman est la dernière personne en Angleterre à être brûlée vive pour hérésie. Le légat Barthélemy, anti-trinitaire, avait brûlé à Londres trois semaines plus tôt.

« Si donc des livres morts peuvent être voués aux flammes, combien plus les livres vivants, c'est-à-dire, les hommes ? »

— Matthieu Ory, inquisiteur de la Pravité Hérétique pour le royaume de France, Paris, 1544

## Famille
On sait peu de choses sur le sort ultérieur de l'épouse et des enfants d'Edward Wightman. On sait cependant qu'un fils, John, est né le 7 janvier 1599 à Burton. Le fils de John, George (1632-1722) émigre à North Kingston dans le Rhode Island, en 1660.